# غاري بي سامبسون
غاري بي سامبسون (بالإنجليزية: Gary P. Sampson)‏ هو اقتصادي أسترالي، ولد في 1943.